# SMS Kronprinz Erzherzog Rudolf
O SMS Kronprinz Erzherzog Rudolf foi um navio de guerra ironclad operado pela Marinha Austro-Húngara. Sua construção começou em janeiro de 1884 nos estaleiros do Arsenal Naval de Pola e foi lançado ao mar em julho de 1887, sendo comissionado na frota austro-húngara em setembro de 1889. Era armado com uma bateria principal composta por três canhões de 305 milímetros montados em três barbetas abertas, tinha um deslocamento carregado de mais de sete mil toneladas e alcançava uma velocidade de pouco mais de quinze nós (28 quilômetros por hora).
O Kronprinz Erzherzog Rudolf teve uma carreira tranquila, principalmente por sua rápida obsolescência. Ele representou a Áustria-Hungria internacionalmente até ser reduzido a um navio de defesa de costa em 1906. Continuou nesta função depois do início da Primeira Guerra Mundial em 1914, baseado em Cátaro. Seus tripulantes participaram de um motim fracassado em 1918. Após a guerra foi transferido para o recém-criado Reino dos Sérvios, Croatas e Eslovenos em 1921 e renomeado Kumbor, porém permaneceu no inventário por um ano até ser desmontado em 1922.

## Desenvolvimento
Gastos navais foram reduzidos drasticamente na Áustria-Hungria nas décadas que se seguiram à vitória na Batalha de Lissa em 1866, principalmente devido ao poder de veto da metade húngara do império. O país estava cercado por terra de outros países potencialmente hostis, assim o governo estava mais preocupado com essas ameaças, deixando o desenvolvimento naval de lado. O vice-almirante barão Friedrich von Pöck, o comandante da Marinha Austro-Húngara, defendeu por anos o fortalecimento da frota, finalmente conquistando em 1875 a autorização para o ironclad SMS Tegetthoff. Ele passou os seis anos seguintes tentando em vão ganhar autorização para um navio-irmão.
Pöck finalmente conseguiu em 1881 o financiamento para um novo ironclad, autorizado com o nome provisório de Ersatz Salamander, sendo substituição do antigo ironclad SMS Salamander. Este se tornaria o Kronprinz Erzherzog Rudolf e teria um custo de 5,44 milhões de guldens. Os historiadores navais Erwin Sieche e Ferdinand Bilzer creditaram o projeto do novo navio a Josef Kuchinka, o Diretor de Construção Naval da Marinha Austro-Húngara, porém o historiador R. F. Scheltema de Heere afirmou que o trabalho foi feito pelo engenheiro naval Moriz Soyka. Uma segunda embarcação foi autorizada na mesma época, que se tornaria o SMS Kronprinzessin Erzherzogin Stephanie. O projeto dos dois foi muito influenciado por ironclads estrangeiros, como os franceses Duguesclin e Amiral Duperré, ambos os quais tinham um arranjo similar da bateria principal que acabou usado nos dois navios austro-húngaros.
A Marinha Austro-Húngara sofria de falta de dinheiro crônica e assim foi forçada a implementar reduções no tamanho do Kronprinz Erzherzog Rudolf e Kronprinzessin Erzherzogin Stephanie, consequentemente também reduzindo suas capacidades, principalmente diante do maior e muito mais bem armado Amiral Duperré. Scheltema de Heere criticou veementemente a decisão de construir ao mesmo tempo duas embarcações com tamanhos e poder de fogo notavelmente diferentes, afirmando "Ou você precisa de três canhões ou você consegue com dois, mas uma unidade maior do que a outra é um absurdo". Se passaria quase uma década antes que a Marinha Austro-Húngara conseguisse dinheiro para novos navios capitais, que se tornariam os navios de defesa de costa da Classe Monarch.

## Projeto

### Características

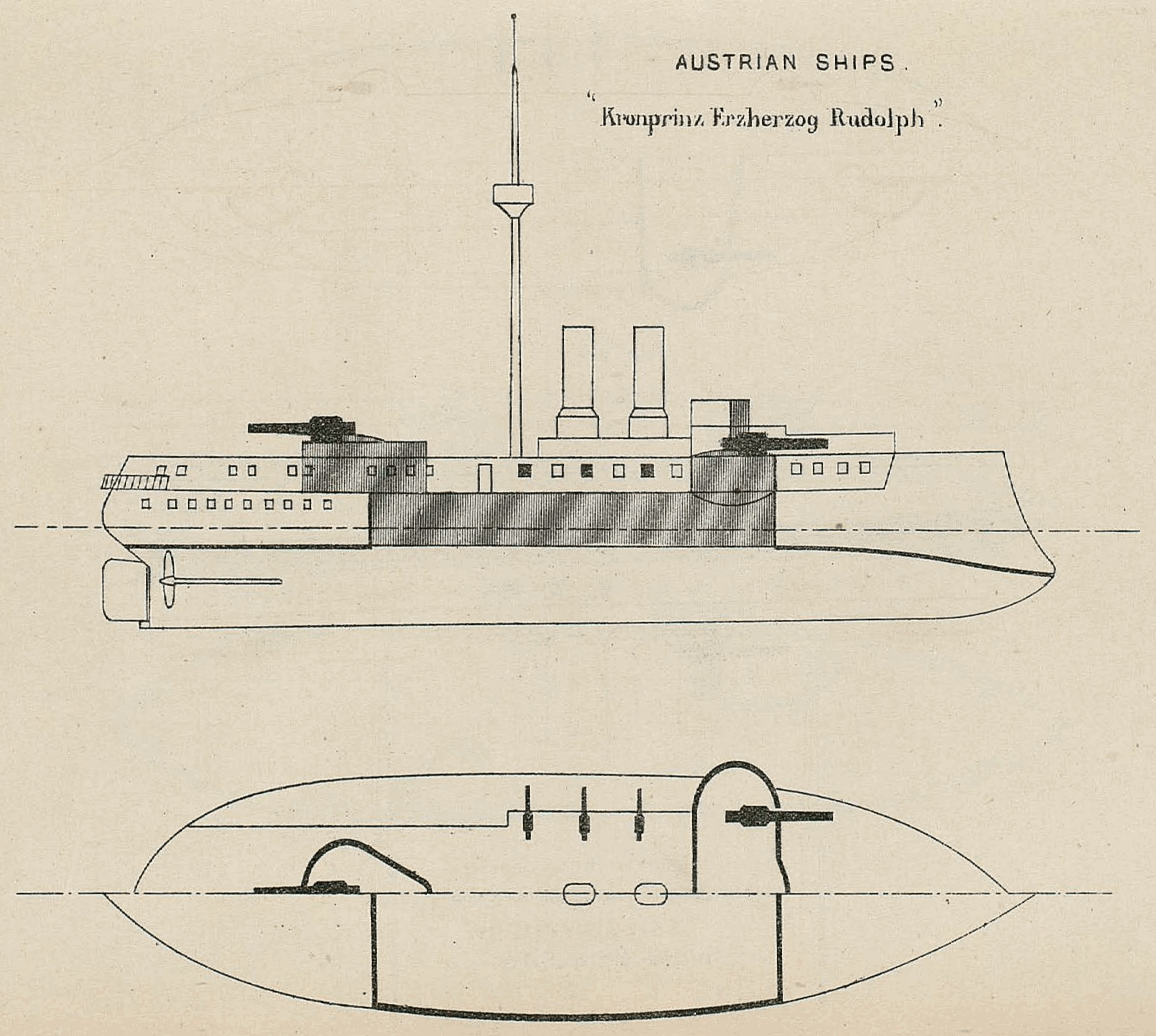
Desenho do Kronprinz Erzherzog Rudolf de 1894

O Kronprinz Erzherzog Rudolf tinha 90,26 metros de comprimento entre perpendiculares e 97,6 metros de comprimento de fora a fora. Tinha boca de 19,27 metros, calado de 7,39 metros, deslocamento normal de 6 939 toneladas e deslocamento carregado de 7 432 toneladas. Seu casco foi construído com armações de aço transversais e longitudinais, sobre as quais as placas de aço externas foram rebitadas. Era subdividido em vários compartimentos estanques e possuía um fundo duplo. Foi equipado com uma proa com rostro, um elemento comum de navios capitais do período. A embarcação tinha um convés superior contínuo e uma grande torre de comando à vante com o passadiço acima, enquanto uma torre de comando secundária e armamentos secundários ficavam mais à ré.
Foi equipado com um único mastro de poste à meia-nau com uma grande gávea no topo. Sua altura metacêntrica era de 2,24 metros em deslocamento carregado. A direção era controlada por um leme. Foi equipado com bombas d'água elétricas que tinham uma capacidade de bombear duas mil toneladas de água por hora. Sua tripulação ficava entre 447 e 450 oficiais e marinheiros.
O sistema de propulsão foi fabricado pela Stabilimento Tecnico Triestino. O Kronprinz Erzherzog Rudolf era impulsionado por dois motores verticais de tripla-expansão com dois cilindros, cada um girando duas hélices de quatro lâminas de 5,49 metros de diâmetro. O vapor para os motores provinha de dez caldeiras de tubos d'água a carvão. A exaustão dessas caldeiras eram despejada por duas chaminés. O sistema tinha uma potência indicada de 6 120 cavalos-vapor (4,5 mil quilowatts) para uma velocidade máxima de 15,5 nós (28,7 quilômetros por hora). Os motores podiam ser forçados e assim aumentar a potência para 7 615 cavalos-vapor (5,6 mil quilowatts), porém isto elevava a velocidade máxima apenas para dezesseis nós (trinta quilômetros por hora). O navio era equipado com quatro geradores elétricos para as luzes internas e holofotes.

### Armamento e blindagem

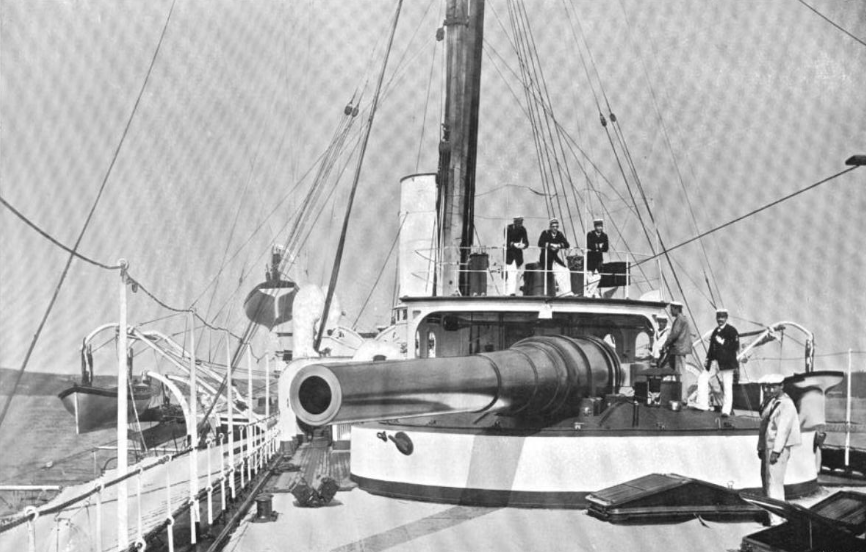
O canhão principal de ré do Kronprinz Erzherzog Rudolf c. 1896–1897

A bateria principal do Kronprinz Erzherzog Rudolf consistia em três canhões calibre 35 de 305 milímetros montados em três barbetas únicas abertas. Duas ficavam localizadas à vante em cada lateral em extensões sobre o convés com o objetivo de maximizar os arcos de disparo, enquanto a terceira ficava na linha central à ré. As armas foram produzidas pela Krupp, enquanto suas montagens foram fabricadas pela Armstrong Mitchell. Os dois canhões de vante tinham um arco de disparo de 180 graus, enquanto o de ré tinha um arco de 270 graus, todos movidos hidraulicamente. As armas disparavam projéteis de 450 quilogramas usando uma carga de pólvora marrom de 130 quilogramas, produzindo uma velocidade de saída de 530 metros por segundo. As barbetas abertas proporcionavam um grande arco de disparo para canhões que tinham uma baixa cadência de tiro, porém rapidamente ficaram obsoletas pela aplicação da tecnologia de disparo rápido em peças de artilharia grandes. Cada canhão tinha um suprimento de quarenta projéteis.
A bateria secundária tinha seis canhões calibre 35 de 120 milímetros, também produzidos pela Krupp. Estes disparavam projéteis de 26 quilogramas com uma carga propelente de quinze quilogramas. O navio levava ao todo 256 projéteis. Também haviam sete canhões de 47 milímetros para defesa contra barcos torpedeiros; cinco eram calibre 44 e os outros dois eram peças calibre 33, todas fabricadas pela Hotchkiss. Havia a bordo 1170 projéteis. Por fim, haviam dois canhões calibre 44 de 37 milímetros com um suprimento de 780 projéteis. Como era costume para navios capitais da época, o Kronprinz Erzherzog Rudolf tinha quatro tubos de torpedo de quatrocentos milímetros, um montado na proa, outro na popa e um em cada lateral. Ele levava ao todo catorze torpedos.
O Kronprinz Erzherzog Rudolf era protegido por uma blindagem composta produzida pela Dillinger Hütte. O cinturão principal de blindagem na linha de flutuação tinha 305 milímetros de espessura à meia-nau, onde protegia os depósitos de munição e salas de máquinas, reduzindo-se para 62 milímetros em outros locais. Anteparas transversais ficavam nas extremidades da parte mais espessa do cinturão, com a de vante tendo 242 milímetros e a ré tendo 203 milímetros. O convés blindado tinha 95 milímetros de espessura a fim de proteger as áreas vitais do navio contra projéteis que tivessem superado a blindagem lateral. As barbetas tinham 254 milímetros.

## História

### Tempos de paz

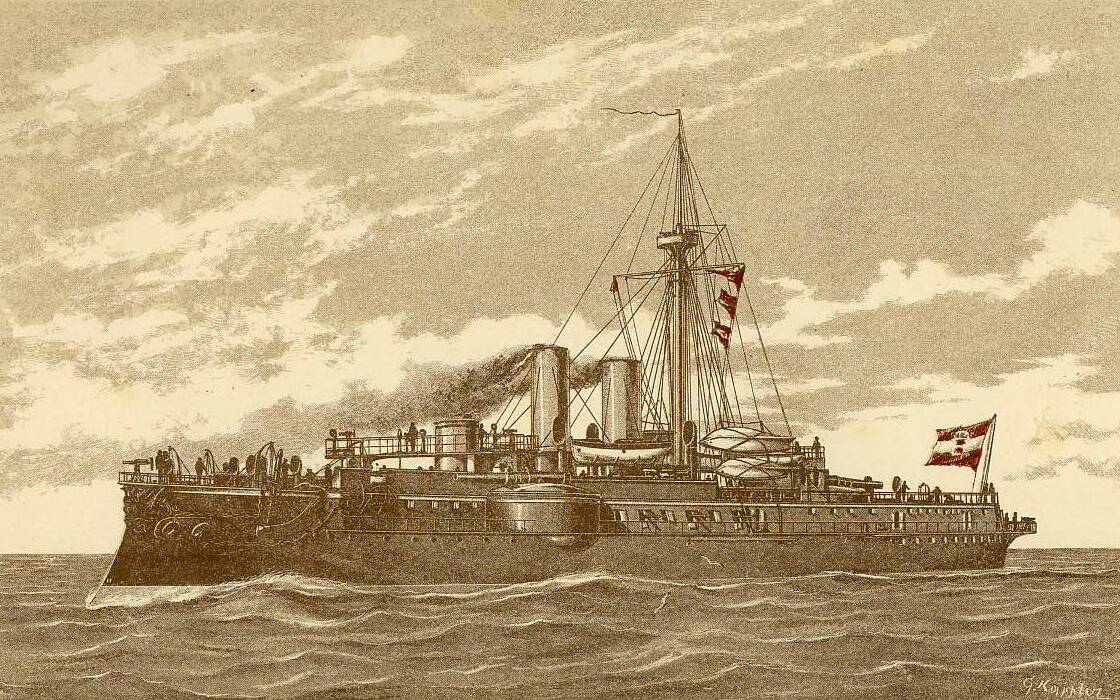
Ilustração de 1897 do Kronprinz Erzherzog Rudolf

O batimento de quilha do Kronprinz Erzherzog Rudolf ocorreu em 25 de janeiro de 1884 no Arsenal Naval de Pola. Foi lançado ao mar em 6 de julho de 1887, com seu processo de equipagem terminando em setembro de 1889. Foi comissionado no dia 20 para iniciar seus testes marítimos. De forma embaraçosa, Rodolfo, Príncipe Herdeiro da Áustria e o homônimo da embarcação, tinha se suicidado no início do ano. O imperador Guilherme II da Alemanha convidou a Marinha Austro-Húngara em 1890 para participar dos exercícios anuais da Marinha Imperial Alemã em agosto. O Kronprinz Erzherzog Rudolf foi enviado junto com o Kronprinzessin Erzherzogin Stephanie, o cruzador protegido SMS Kaiser Franz Joseph I e o cruzador torpedeiro SMS Tiger, ficando sob o comando do contra-almirante Johann von Hinke. No caminho a esquadra parou em Gibraltar e no Reino Unido, participando nesta última da Regata de Cowes, sendo recepcionados pela rainha Vitória. Também fizeram paradas em Copenhague na Dinamarca e Karlskrona na Suécia. Na viagem de volta visitaram Cherbourg na França e Palermo na Itália. O Kronprinz Erzherzog Rudolf enfrentou dificuldades com seus motores durante a viagem, mas mesmo assim ela foi considerada pela Marinha Austro-Húngara como um grande sucesso.
Celebrações foram realizadas em vários países em 1892 para marcar o aniversário de quatrocentos anos da primeira viagem transatlântica de Cristóvão Colombo, com o Kronprinz Erzherzog Rudolf, Kronprinzessin Erzherzogin Stephanie e Kaiser Franz Joseph I representando a Áustria-Hungria durante cerimônias em Gênova, na Itália, o local de nascimento de Colombo. No local foram inspecionados pelo rei Humberto I da Itália e seu filho Vítor Emanuel, Príncipe de Nápoles. O navio foi considerado já em 1898 como uma embarcação obsoleta, menos de dez anos depois de ter entrado em serviço. O ritmo acelerado do desenvolvimento naval no final do século XIX rapidamente deixou ironclads obsoletos. O Kronprinz Erzherzog Rudolf foi reclassificado em 1906 como um navio de defesa de costa. A Marinha Austro-Húngara tentou dois anos depois vendê-lo junto com o Tegetthoff e o Kronprinzessin Erzherzogin Stephanie para o Uruguai com o objetivo de ganhar dinheiro para novos projetos navais, mas o acordo acabou não sendo firmado.

### Primeira Guerra Mundial
A Primeira Guerra Mundial começou em julho de 1914 e o Kronprinz Erzherzog Rudolf foi designado para a Baía de Cátaro sob o comandante Richard Florio, o líder do Comando de Minas II. A força também incluía um antigo contratorpedeiro, quatro barcos torpedeiros, um lança-minas e dois draga-minas, mais algumas embarcações menores. O ironclad permaneceu no local durante todo o conflito, pouco fazendo. O submarino francês Cugnot conseguiu passar pelos campos minados defensivos da Baía de Cátaro em 29 de novembro de 1914 e entrar na própria baía, mas foi avistado pela barco torpedeiro SMS 57 T, que soou o alarme. O contratorpedeiro SMS Ulan e os barcos torpedeiros SMS Blitz e SMS 36 perseguiram o Cugnot, que queria atacar o Kronprinz Erzherzog Rudolf. O submarino acabou batendo em um obstáculo submerso e abortou o ataque. O 57 T lançou um torpedo contra ele, mas errou porque a profundidade foi armada incorretamente. O Cugnot conseguiu escapar da baía e do campo minado defensivo.
Os longos períodos de inatividade começaram no início de 1918 a desgastar as tripulações de vários navios em Cátaro, incluindo a do Kronprinz Erzherzog Rudolf. O Motim de Cátaro estourou em 1º de fevereiro, começando a bordo do cruzador blindado SMS Sankt Georg e rapidamente se espalhando para outras embarcações. Os oficiais foram confinados em seus aposentos enquanto comitês de marinheiros formularam listas de exigências, que iam desde maiores períodos de descanso e provisões até o fim da guerra, sendo muito baseados nos Catorze Pontos do presidente Woodrow Wilson dos Estados Unidos. Baterias costeiras leais ao governo dispararam no dia seguinte contra o Kronprinz Erzherzog Rudolf enquanto este tentava navegar para a Baía de Teodo, a parte mais externa da Baía de Cátaro. Ele foi acertado por um projétil que matou dois tripulantes, o que fez com que muitos dos navios amotinados se rendessem. Os três couraçados pré-dreadnought da Classe Erzherzog Karl pertencentes à III Divisão chegaram no dia 3 e convenceram os últimos resistentes a se renderem. Julgamentos dos líderes do motim ocorreram rapidamente e quatro homens foram executados.
A guerra terminou em novembro de 1918 e a Áustria-Hungria se desfez, com o Kronprinz Erzherzog Rudolf sendo transferido em março de 1921 para o recém-estabelecido Reino dos Sérvios, Croatas e Eslovenos. Foi renomeado para Kumbor, mas foi mantido no inventário apenas brevemente e desmontado logo no ano seguinte.